# Palacio de Congresos de Túnez
El Palacio de Congresos de Túnez (en francés: Palais des congrès de Tunis; en árabe: قصر المؤتمرات بتونس‎) es un centro de conferencias ubicado en la Avenida Mohamed V en Túnez (Túnez).

## Construcción
Este centro fue construido en 1969 por el arquitecto Del Monaco, al mismo tiempo que la construcción del Hotel de Conferencias (actualmente Hotel La Eco Tunis), que fue supervisado por Olivier Clément Cacoub.
Fue renovado y ampliado en 1994 por los ingenieros Wassim Bin Mahmoud y Tariq Bin Milad. Entre finales de 2018 y principios de 2019, el Palacio de Conferencias recibió obras integrales y una amplia renovación con motivo de la celebración de la Cumbre Árabe de 2019.

## Habitaciones
El Palacio de Congresos consta de:
- Gran sala de reuniones.
- Dos salones subsidiarios.
- Salón de honor.
- Suite presidencial (una oficina privada para el presidente utilizada por Zine El Abidine Ben Ali y un salón privado).

## Eventos organizados
Se organizaron varios eventos en el Palacio de Conferencias de Túnez, los cuales son:

### Circulatorio
- Reuniones y conferencias de partidos políticos, organizaciones y asociaciones tunecinas .
- Centro de prensa de la Autoridad Superior Independiente para las Elecciones durante las elecciones (desde 2011).
- Ceremonia de los Premios Literarios Golden Kumar (desde 2016).

### Eventos puntuales
- 1994: La Trigésima Segunda Cumbre de la Organización para la Unidad Africana.
- 2004: Cumbre de la Liga Árabe.
- 2010: La tercera cumbre de la Organización de Mujeres Árabes .
- 2016: Conferencia de Túnez 2020 .
- 2019: 30ª Cumbre de la Liga Árabe.